# Александар Матанович
Александар Матанович (серб. Александар Матановић; 23 травня 1930, Белград — 9 серпня 2023) — сербський шахіст, шаховий журналіст і функціонер.

## Шахова кар'єра
Звання гросмейстера здобув 1955 року. Чотири рази (у 1952, 1958, 1967 i 1976 роках) потрапляв на міжзональні турніри, які були частиною відбіркового циклу чемпіонату світу. Найближче до потрапляння на Кандидатський турнір був 1958 року, коли поділив 7-11 місця, лише на пів-очка позаду Боббі Фішера i Фрідріка Олафссона. Упродовж багатьох років був головним представником збірної Югославії на шахових олімпіадах, — на одинадцяти олімпіадах здобув 13 нагород (зокрема, одну золоту в особистому заліку — 1970 року на 4-й шахівниці). Тричі перемагав на чемпіонаті Югославії в індивідуальному заліку.
Також мав численні успіхи на міжнародних турнірах, зокрема: Відень (1952, поділив 2-ге місце після Германа Пілніка), Опатія (1953, посів 1-ше місце), Белград (1954, посів 2-ге місце після Давида Бронштейна), Гамбург (1955, посів 1-ше місце), Загреб (1955, посів 2-ге місце після Василя Смислова), Бевервейк (1957, посів 1-ше місце), Софія (1957, зональний турнір, поділив 2-ге місце після Мирослава Філіпа), Будапешт (1960, поділив 2-ге місце після Гедеона Барци), Мар-дель-Плата (1961, поділив 2-ге місце після Мігеля Найдорфа), Буенос-Айрес (1961, поділив 1-ше місце разом з Мирославом Філіпом), Зевенаар (1961, посів 1-ше місце), Тель-Авів (1966, посів 2-ге місце після Светозара Глігорича), Ужиці (1966, поділив 1-ше місце разом з Олексієм Суетіним), Врнячка-Баня (1967, зональний турнір, посів 2-ге місце позаду Борислава Івкова), Бад-Пірмонт (1970, поділив 1-ше місце разом з Мато Дам'яновичем i Гансом Гехтом), Люксембург (1971, поділив 1-ше місце разом з Петером Деєм), Х'юстон (1974, посів 2-ге місце після Роберта Хюбнера), Враца (1975, зональний турнір, поділив 1-ше місце разом з Флоріном Георгіу), а також Лондон (1983, поділив 1-ше місце разом з Юрієм Разуваєвим i Джоном Нанном).
Найвищий рейтинг Ело в кар'єрі мав станом на 1 січня 1976 року, досягнувши 2525 пунктів ділив тоді 54-59-те місця у світовій класифікації ФІДЕ, водночас ділив 3-5-те місця серед югославських шахістів. Від 1987 року не бере участь у турнірах під егідою ФІДЕ.
За даними ретроспективної системи chessmetrics найвищий рейтинг мав у січні 1958 року, посідав тоді 14-те місце в світі.

## Видавнича діяльність
1966 року Матанович заснував видавництво Шаховий інформатор, ідеєю якого було збирати партії на турнірах найвищого рівня і їх систематично публікувати. Шаховий інформатор у Енциклопедії шахових дебютів, яку він регулярно публікував, ввів новаторський спосіб позначати шахові дебюти за допомогою тризнакового коду, що став відомим під назвою ECO (від Encyclopedia of Chess Openings). Також видавництво відоме під англомовною назвою Chess Informant. Матанович ним керує і дотепер.

## Зміни рейтингу
| На цьому місці має відображатися графік чи діаграма, однак з технічних причин його відображення наразі вимкнено. Будь ласка, не видаляйте код, який викликає це повідомлення. Розробники вже працюють для того, щоби відновити штатне функціонування цього графіка або діаграми. | |
| | На цьому місці має відображатися графік чи діаграма, однак з технічних причин його відображення наразі вимкнено. Будь ласка, не видаляйте код, який викликає це повідомлення. Розробники вже працюють для того, щоби відновити штатне функціонування цього графіка або діаграми. |